# 老年指数
老年经济安全标准指数（Elder Economic Security StandardTM Index），简称老年指数（Elder Index），是衡量美国老年人生活成本的指标。 该指数以美国的县为计算单位，提供一个以老年人现实生活为基准的生活成本衡量索引，包括住房、食品、交通、医疗和其它基本家庭开支。 老年指数是由美国麻州大学波士顿分校的约翰麦科马克全球政策研究院内的老年学研究所研发的。

## 历史
老年指数最早由美国麻州大学波士顿分校老年学研究所的 Ellen Bruce 和 Laura Henze Russell 构想。 老年指数在计算上采用"家庭预算"的方法，考虑到老年家庭独有的特性和消费模式。 从2011年开始，老年指标已被计算且分发用于美国每个县。

## 关键特征
老年指数的一些关键特点包括： 
- 收入充分性。 老年指数是衡量收入充足性的现实指标，有区别于其它常用的贫穷指标，因为后者反映了收入不充足性。
- 地域特异性。 老年指数反映了生活费用地理上的差异，跨县、州、地区和整个国家。
- 健康状况区别性。 不同健康状况的个人之间的医疗支出是不同的。老年指数考虑到这些差异，在计算上取决于一个老年人的健康状况（差、良、优）。
- 住房状况区别性。 对于房主和租房者来说，生活费用大不相同。老年指数在计算上考虑了三个住房方案：仍在偿抵押贷款的房主，不再偿还抵押贷款的房主，和租房者。
- 独立生活特性。 老年指数描述了美国老年单人或双人家庭在维持温饱水平和独立居住条件下的生活成本，并且假设没有基于需求的经济资助来源。

## 2016老年指数的摘要
- 按2016年美国全国平均水平来说，住在已拥有住房且不再缴纳住房贷款的老人的老年指数为20,064美元（单人家庭，健康良好），30,576美元（双人之家，健康良好）。[1]
- 老年指数对于租房者比较高(23,364美元，单人老年家庭，健康良好；33,876美元，双人老年家庭，健康良好)，对于那些仍在支付住房贷款的老人也比较高(30,972美元，单人家庭，健康良好；41,484美元，双人之家，健康良好)。[1]
- 地理上，对于一个位于美国东北部，西部，阿拉斯加 和 夏威夷大部分地区的租房且健康状况良好的单人老年之家来说，年基本生活开支介于21,396美元～33,276美元之间，属于全美国最高范围。[1]
- 2016老年指数还表明，美国有一半的单人老年家庭和四分之一的双人老年家庭缺乏用于支付基本生活开支的经济资源。[1]

## 与其他衡量标准比较
老年指数不同于传统贫困指数的地方在于，它是建立在老年人所遇到的日常开支的基础上，并且是一个衡量收入充分性的现实基准。 例如，2016年，在美国平均收入低于联邦贫困线的单独居住的老年人比例为18.8％; 另有34.2％的同类老年人生活在贫困线以上，但这部分人的收入却仍无法满足基本生活与经济安全。

## 参看
老年经济安全指数 （页面存档备份，存于）